# Elise Stefanik
Elise Marie Stefanik [stəˈfɑːnᵻk], född 2 juli 1984 i Albany, New York, är en amerikansk republikansk politiker. Hon är ledamot av USA:s representanthus sedan 2015. I maj 2021 valdes hon till ordförande i de republikanska ledamöternas "kongress", efter Liz Cheney. Hon blev därmed den tredje högst rankade republikanen i representanthuset.
Stefanik utexaminerades 2006 från Harvard University. I mellanårsvalet i USA 2014 besegrade hon demokraten Aaron Woolf.
Stefanik är gift med Matthew Manda, kommunikations- och marknadsdirektör vid Firehouse Strategies.